# سیمکو، انتاریو
سیمکو، انتاریو (به انگلیسی: Simcoe, Ontario) یک منطقهٔ مسکونی در کانادا است که در انتاریو واقع شده‌است. سیمکو ۱۳٬۹۲۲ نفر جمعیت دارد و ۲۲۴ متر بالاتر از سطح دریا واقع شده‌است.